# Пожарско
Пожа̀рско или Долно Пожарско (на гръцки: Λουτράκι, Лутраки или Κάτω Λουτράκι, Като Лутраки, катаревуса: Λουτράκιον, Лутракион, до 1922 година Κάτω Πόζαρ, Като Позар) е село в Егейска Македония, Гърция, в дем Мъглен (Алмопия), административна област Централна Македония.

## География
Пожарско е разположено на 300 m надморска височина в северозападната част на котловината Мъглен (Моглена), на 13 km западно от демовия център Съботско (Аридеа), в южното подножие на планината Нидже. Над селото са разположени Пожарският пролом, Пожарските бани, Мъгленският пещерен парк – серия пещери със следи от ранно човешко обитаване, както и изоставеното Горно Пожарско с църквата „Свети Йоан Предтеча“ от средата на XIX век.

## История

### В Османската империя
В XIX век Пожарско е българско село във Воденска каза на Османската империя. В 1877 година селото е ограбено от мюсюлманска банда.
Александър Синве („Les Grecs de l’Empire Ottoman. Etude Statistique et Ethnographique“), който се основава на гръцки данни, в 1878 година пише, че в Бозарскени (Bozarskeny), Мъгленска епархия, живеят 1080 гърци. В „Етнография на вилаетите Адрианопол, Монастир и Салоника“, издадена в Константинопол в 1878 година и отразяваща статистиката на населението от 1873 година, Пожарско (Pojarsko) е посочено като село във Воденска каза с 218 къщи и 1000 жители българи.
В 1881 година Пожарско е обрано от разбойника Бекир пехливан. В 1883 година в Пожарско е открито българско училище.
Според статистиката на Васил Кънчов („Македония. Етнография и статистика“) в 1900 година в Пожарско живеят 2004 българи християни.
На 2 - 3 септември 1903 година по време на Илинденско-Преображенското въстание над селото се води голямо сражение между чети на ВМОРО и османски части.
Цялото население на Пожарско е под върховенството на Българската екзархия. Според секретаря на Екзархията Димитър Мишев („La Macédoine et sa Population Chrétienne“) в 1905 година в Пожарско (Pojarsko) има 2240 българи екзархисти и в селото има българско училище.
Екзархийската статистика за Воденската каза от 1912 година показва селото с 2080 жители.

### В Гърция
През Балканската война в 1912 година селото е окупирано от гръцки части и остава в Гърция след Междусъюзническата война в 1913 година. Селото се разраства силно след Първата световна война - по време на войната жителите на Горно Пожарско са евакуирани от българските военни власти в Южна Сърбия, а след войната се връщат, но вместо в Горно се заселват в Долно Пожарско.
Боривое Милоевич пише в 1921 година („Южна Македония“), че Долно Пожарско има 20 къщи славяни християни. В 1922 година е преименувано на Лутракион.
В 1924 година 15 български семейства от Горно и Долно Пожарско се изселват в България - осем във Варна, шест в София и едно в Стара Загора.
Селото пострадва силно от Гражданската война в Гърция (1946 - 1949). Част от жителите му бягат в Югославия, а по-голямата част е изселена от властите в полските села и се връщат след нормализиране на обстановката.
Селото е сравнително заможно. Произвеждат се големи количества, пипер, кромид, арпаджик, кестени, копринени буби, жито, като добре е развито и скотовъдството.
Според изследване от 1993 година селото е чисто „славофонско“ и в него „македонският език“ е запазен на високо ниво.
| Име           | Име               | Ново име        | Ново име          | Описание |
| ------------- | ----------------- | --------------- | ----------------- | --- |
| Креминак      | Κρεμινάκ          | Донди           | Δόντι             | връх в Паяк на СЗ от Пожарско, гранична пирамида № 116                                                             |
| Килиндерка    | Κιλιντέρκα        | Хали            | Χαλί              | граничен връх в Паяк на СЗ от Пожарско (1709 m)                                                                    |
| Колва река    | Κολβαρένα         | Пасалос         | Πάσσαλος          | местност в Паяк на СЗ от Пожарско по река Колова                                                                   |
| Плочица       | Πλοτσίτσα         | Плакес          | Πλάκες            | връх в Паяк на СЗ от Пожарско                                                                                      |
| Борово        | Μπόροβον          | Певка           | Πεΰκα             | местност в Паяк на СЗ от Пожарско                                                                                  |
| Колова        | Κολοβα            | Николау         | Νικολάου          | река в Паяк, на която са Пожарски бани                                                                             |
| Пожарски бани | Λουτρά Πόζαρ      | Терма           | Θερμά             | селище на СЗ от Пожарско                                                                                           |
| Топлица       | Τοπλιτσα          | Просилион       | Προσήλιον         | река на Ю от Пожарско                                                                                              |
| Кресна        | Γκρέστιν          | Петрино         | Πέτρινο           | връх в Паяк на СЗ от Пожарско                                                                                      |
| Църнана       | Τσαρνάνα          | Мирорема        | Μυρόρεμα          | река в Паяк на С от Пожарско                                                                                       |
| Голяк         | Γκόλια            | Гимно           | Γυμνό             | връх в Паяк на С от Пожарско (1246,1 m)                                                                            |
| Николов камен | Νικόλοφκανι       | Петра ту Никола | Πέτρα τοϋ Νικόλα  | местност в Паяк на СИ от Пожарско                                                                                  |
| Гогово гумно  | Γκόγκοβον Γκούμνα | Алони ту Йоргу  | Άλώνι τοϋ Γιώργου | връх в Паяк на С от Пожарско (1302,7 m)                                                                            |
| Трите борики  | Τρίτα Μουρίκα     | Лимнотопос      | Λιμνοτοπος        | местност в Паяк на СЗ от Пожарско                                                                                  |
| Кулата        | Κούλτα            | Филакион        | Φυλάκιον          | връх в Паяк на СЗ над Горно Пожарско                                                                               |
| Угрища        | Ούγκιστα          | Ститома         | Στηθωμα           | |
| Полицис       | Πολίτσις          | Платома         | Πλάτωμα           | връх в Паяк на СЗ от Пожарско                                                                                      |
| Аматова       | Άμάτοβο           | Аморема         | Άμμορεμα          | река на И под връх Килидерка                                                                                       |
| Аргач         | Άργατς            | Лулудотопос     | Λουλουδότοτιος    | връх в Паяк на СЗ от Пожарско                                                                                      |
| Медов рид     | Μέντοφριτ         | Капетан Гарефис | Καπετάν Γαρέφης   | връх в Паяк на СЗ от Пожарско                                                                                      |
| Мариан тепе   | Μαριάν Τεπέ       | Ипсома Пану     | Ὑψωμα Πάνου       | връх в Паяк на СЗ от Пожарско                                                                                      |
| Караули       | Καραούλι          | Скопя           | Σκοπιά            | връх в Паяк на СЗ от Пожарско (1830,3 m)                                                                           |
| Добро поле    | Ντόμπρο Πόλιε     | Кали Педияда    | Καλή Πεδιάδα      | местност и връх ЮЗ над нея в Паяк на СЗ от Пожарско (1876,3), гранична пирамида № 113. Вижте Пробив при Добро поле |
| Бошкови нивя  | Μπόσκοβΐ Νίβια    | Хорафа Моску    | Χωράφια Μόσκου    | |
| Шопар         | Σόπαρ             | Дихало          | Δίχαλο            | връх в Паяк на С от Пожарско                                                                                       |
| Присеката     | Πρισέκατα         | Диясело         | Διάσελο           | местност в Паяк на СЗ от Пожарско                                                                                  |

| Година    | 1913 | 1920 | 1928 | 1940 | 1951 | 1961 | 1971 | 1981 | 1991 | 2001 | 2011 | 2021 |
| --------- | ---- | ---- | ---- | ---- | ---- | ---- | ---- | ---- | ---- | ---- | ---- | ---- |
| Население | 1803 | 1283 | 1282 | 1580 | 725  | 947  | 1063 | 1066 | 1127 | 1163 | 1146 | 1176 |

## Личности
Родени в Пожарско
- Алексо Гешов Самандов, български революционер, деец на ВМОРО[21]
- Георги Анджиев, български революционер, деец на ВМОРО[22]
- Димитър Притчоков, български революционер, деец на ВМОРО, жив към 1918 година[23]
- Златан Дулев, български революционер, деец на ВМОРО[24]
- Иван Христов Смреков, български революционер, деец на ВМОРО[21]
- Иван Чаповски (р. 1936), северномакедонски писател
- Йован Гешов Самандов, български революционер, деец на ВМОРО[21]
- Константин Кокоданов, български революционер, деец на ВМОРО[25]
- Костадин Нушков, български революционер, деец на ВМОРО[26]
- Митре Валчев, български революционер, деец на ВМОРО[22]
- Никола Трайков Кирков, български революционер, деец на ВМОРО[25]
- Петре Бурназов, български революционер, деец на ВМОРО[22]
- Петре Катаров, български революционер, деец на ВМОРО[25]
- Ристо Таков (р. 1936), северномакедонски борец
- Трайко Иванов Трайков, български революционер, деец на ВМОРО[21]
- Траян Пашоев (Τραϊανός Πασόης), македонистки активист в Гърция
- Христо Дурдубаков (1892 – 1914), български революционер, деец на ВМОРО
- Христо Ковачев, български революционер, деец на ВМОРО[25]
- Христо Нусев (1884 – ?), български революционер
- Христо Попиванов, български революционер, деец на ВМОРО, жив към 1918 година[23]

Починали в Пожарско
- Манол Розов (1878 – 1903), български революционер
- Ставри Лясков (ок. 1844 – 1903), български революционер